# TechCrunch

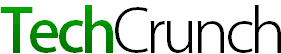
TechCrunch Logo von 2005 bis 2011

TechCrunch ist ein Online-Nachrichtenportal für Technologie- und Internet-Unternehmen und war bis März 2025 Teil des US-amerikanischen Internetkonzerns Verizon Media. Am 21. März 2025 wurde bekannt gegeben, dass das Portal von Regent, L.P. übernommen wurde.

## Hintergrund
TechCrunch wurde im Jahr 2005 durch Michael Arrington gegründet. 2010 wurde TechCrunch von AOL gekauft (und ist seither in Verizon Media aufgegangen). Im September 2011 verließ Gründer und Chefredakteur Arrington TechCrunch im Streit; seit Oktober 2012 schreibt Arrington wieder für TechCrunch.
TechCrunch ist mit mehreren anderen Webseiten verbunden, die üblicherweise als das „TechCrunch-Netzwerk“ bezeichnet werden. Dazu gehören:
- CrunchNotes – Ein informeller persönlicher Blog über das Web 2.0 von Michael Arrington.
- TechCrunch Europe
- TechCrunch France – Herausgegeben von Ouriel Ohayon und gestartet im Februar 2006. Er bringt Übersetzungen der Artikel aus dem Haupt-TechCrunch-Blog sowie eigene Inhalte.
- TechCrunch Japan – Bringt Übersetzungen aus dem US-amerikanischen TechCrunch sowie eigene Inhalte.
- TechCrunch UK – Der ursprüngliche UK-Ableger wurde am 13. Dezember 2006 infolge einer Auseinandersetzung zwischen Michael Arrington, dem TechCrunch UK-Herausgeber Sam Sethi und Loïc Le Meur eingestellt;[3] er war auf Web-2.0-Dienste aus oder für das Vereinigte Königreich fokussiert. TechCrunch UK wurde im September 2007 mit dem neuen Chefredakteur Mike Butcher neu gestartet.
- MobileCrunch – Ein Blog über das Mobile Internet.
- TalkCrunch – Ein Podcast über das Web 2.0, der Interviews mit Gründern ausgewählter Web-2.0-Unternehmen anbietet, wobei es um Produktstarts und Ähnliches geht.
- CrunchGear – Ein Blog über Gadgets und Computer-Hardware.
- CrunchBoard – Eine auf das Web 2.0 fokussierte Job-Börse.
- TechCrunchIT – Ein TechCrunch-Ableger, der sich speziell mit Themen aus dem Enterprise-Segment beschäftigt.
- TechCrunch TV
- InviteShare
- Gillmore Gang
- Elevator Pitches – Veröffentlicht kurze Videos, in denen Startup-Gründer ihr Unternehmen vorstellen, die von den Benutzern kommentiert und bewertet werden können.

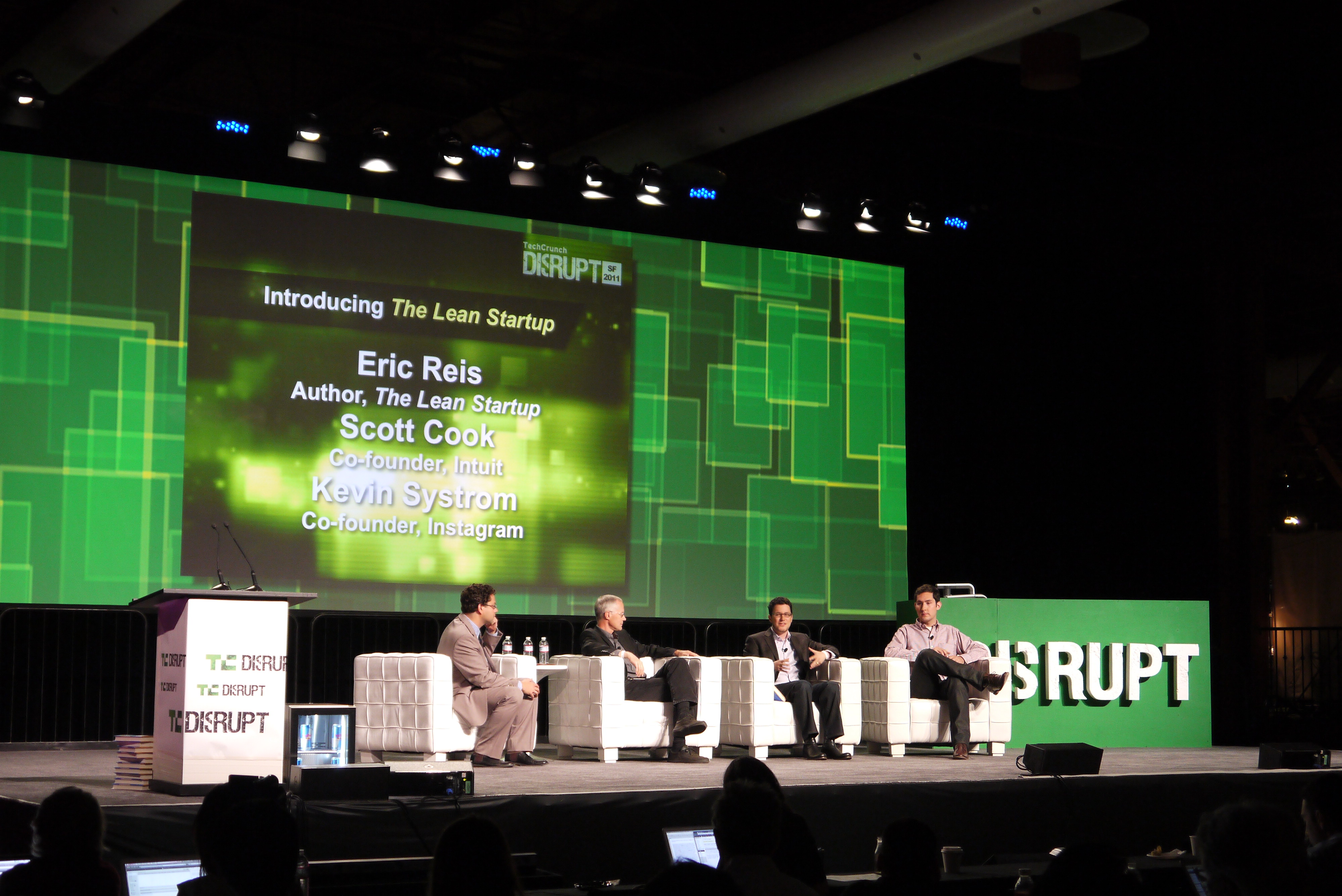
TechCrunch Disrupt 2011

Crunchbase, eine 2007 eröffnete wikibasierte Datenbank von Web-2.0-Unternehmen, -Persönlichkeiten und -Investoren, ist seit 2015 ein selbständiges Unternehmen und nicht mehr mit Techcrunch verbunden.

### TechCrunch Disrupt
TechCrunch Disrupt ist eine seit 2011 jährlich in San Francisco, New York City und Beijing stattfindende Konferenz, welche von TechCrunch organisiert wird. Technologiestartups pitchen dort ihre Produkte und Services vor Venture Capital Investoren, Medien und anderen Interessierten für Geld und Aufmerksamkeit. Zu den bisherigen Gewinnern gehören: Qwiki, Getaround, YourMechanic sowie Enigma.io.

### Reichweite
Im Februar 2011 hatte Techcrunch laut FeedBurner mehr als 4,56 Millionen Web-Feed-Abonnenten und belegt im Februar 2015 weltweit Alexa-Rang 361 sowie US-weit Rang 199. Die Leserschaft von TechCrunch ist global, wobei die Vereinigten Staaten (42 %), Indien (16 %), Japan (4 %), Vereinigtes Königreich (3 %) und Kanada (3 %) die Haupt-Nutzerländer nach Anzahl der Seitenaufrufe darstellen.

## Kritik
Als eine bekannte Webseite sieht sich TechCrunch einer hohen öffentlichen Aufmerksamkeit ausgesetzt. TechCrunch-Angestellte haben gelegentlich verschiedene Interessenskonflikte beklagt. Dessen ungeachtet sind Vorwürfe über Interessenskonflikte nie bewiesen worden. Die Pflichten des ursprünglichen Herausgebers von MobileCrunch Oliver Starr werden heute von mehreren Autoren wahrgenommen. Starr wurde von Arrington angeblich wegen eines Interessenkonfliktes entlassen, der sich durch Starrs Dienste als Senior Mobile Analyst für „The Guidewire Group“ ergeben hatte. Starr behauptete, dass der Streit stattdessen wegen Zahlungsuneinigkeiten aufgekommen wäre.